# Weno-Choniro Municipality
Weno-Choniro Municipality är en kommun i Mikronesiska federationen.   Den ligger i delstaten Chuuk, i den västra delen av landet, 700 km väster om huvudstaden Palikir. Antalet invånare är 13 802.
Följande samhällen finns i Weno-Choniro Municipality:
- Weno Town